# 미낭카바우족
미낭카바우족은 동남아시아에 거주하는 오스트로네시아 민족이다. 주로 인도네시아 수마트라섬에 거주하며 미낭카바우어를 사용한다. 과거 불교에서 이슬람교로 개종한 사람이 많은 편이다.